# Tanytarsus minutipalpus
Tanytarsus minutipalpus är en tvåvingeart som beskrevs av Ekrem och Harrison 1999. Tanytarsus minutipalpus ingår i släktet Tanytarsus och familjen fjädermyggor.
Artens utbredningsområde är Tanzania. Inga underarter finns listade i Catalogue of Life.